# ابل کامارا
ابل کامارا (پرتغالی: Abel Camará؛ زادهٔ ۶ ژانویهٔ ۱۹۹۰) بازیکن فوتبال اهل گینه بیسائو است.
از باشگاه‌هایی که در آن بازی کرده‌است می‌توان به باشگاه فوتبال بیرامار، باشگاه فوتبال پترولول پلویشت، باشگاه فوتبال الفیصلی عربستان سعودی، و باشگاه فوتبال بلننسس اشاره کرد.
وی همچنین در تیم‌های ملی فوتبال زیر ۲۱ سال پرتغال و گینه بیسائو بازی کرده‌است.